# Gueorgui Lvov
Gueorgui Ievguènievitx Lvov - Príncep Lvov, Георгий Евгеньевич Львов, en rus - (2 de novembre de 1861 – 7 de març, 1925) fou un estadista rus que presidí el Govern Provisional de Rússia des del 23 de març al 21 de juliol de 1917.
Havia nascut a Popovka prop de Tula (Rússia). Es va llicenciar en dret en la Universitat de Moscou. En 1905 es va afiliar al Partit Constitucional Democràtic (liberal) i va ser triat per a formar part de la primera Duma. Després de la Revolució de Febrer de 1917 va ser el primer president del govern provisional de Rússia durant alguns mesos (amb funcions de cap d'Estat i de govern), li va succeir Aleksandr Kérenski. Quan els bolxevics van prendre el poder el van posar sota arrest però va fugir i es va exiliar a París, on va residir la resta de la seva vida.